# 新井の千枚田
新井の千枚田（にいのせんまいだ）とは、京都府与謝郡伊根町の新井（にい）地区に広がる棚田。
丹後半島の東部、若狭湾に面した海岸線から山の斜面まで急斜面に階段状に作られた棚田であり、その数は千枚あるといわれていることから、この名前が付いている。当地は東斜面に面していることから、朝日が昇る千枚田に注ぐ光の輝きは絶景とされ、特に、田植え前の時期と穂のなびく時期は、多くの写真家がシャッターチャンスを狙い賑わう。

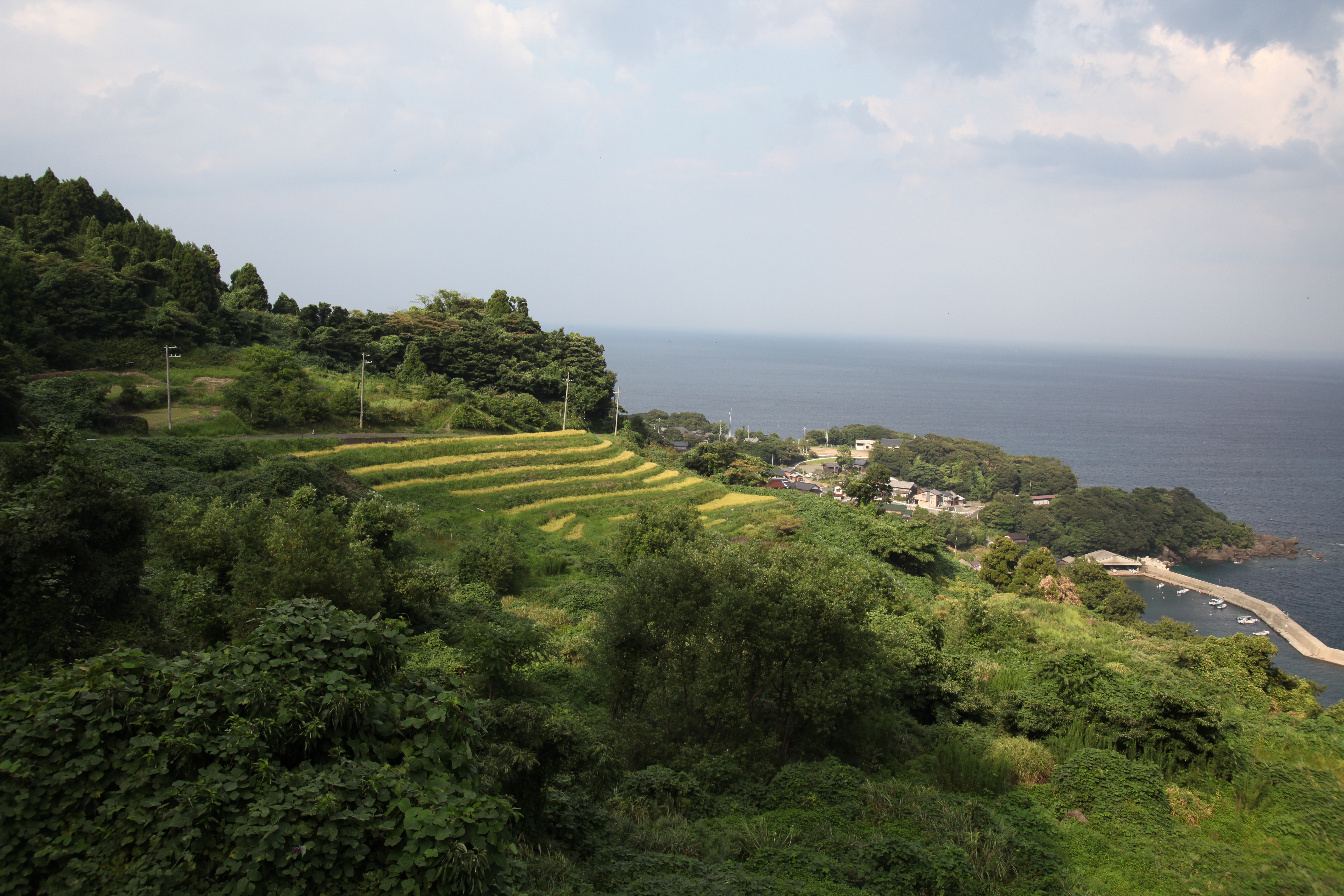
新井の千枚田。右下に見えるのは新井漁港。

## 所在地
- 〒626-0421 京都府与謝郡伊根町新井

## アクセス
- 京都縦貫自動車道 宮津天橋立IC から国道176号・国道178号で約80分
- 京都丹後鉄道宮豊線 天橋立駅から丹海バス蒲入行に約65分乗車で大原口バス停下車後徒歩約30分